# Comperia
Comperia é um género botânico pertencente à família das orquídeas (Orchidaceae). Tem somente uma espécie, Comperia comperiana.